# Luan Topçiu
Luan Topçiu (ur. 22 lutego 1962 w Pogradcu) – albański pisarz, filolog, krytyk, tłumacz, dyplomata i redaktor naczelny, autor 16 prac naukowych.
Przetłumaczył liczne książki rumuńskojęzyczne na język albański oraz albańskojęzyczne na język rumuński; jest współautorem słownika albańsko-rumuńskiego, zawierającego ponad 41 tysięcy fraz.

## Życiorys
W 1987 roku ukończył studia filologiczne na Uniwersytecie Tirańskim, kontynuował na nim studia podyplomowe z zakresu lingwistyki i statystyki. W 1995 roku wyjechał do Bukaresztu, gdzie ukończył studia na Uniwersytecie Bukareszteńskim, a w 2001 roku uzyskał doktorat na tej uczelni.
Pracował tymczasowo w Ambasadzie Republiki Albanii w Bukareszcie. W 2017 roku dołączył do Albańskiego Centrum Kultury w Bukareszcie, gdzie objął funkcję koordynatora; organizacja ta dystrybuuje czasopismo Albanica, którego Topçiu jest redaktorem naczelnym. Objął daną funkcję również w redakcji czasopisma Shqipëria XXI. Wydawał także dwujęzyczne (w języku albańskim i rumuńskim) czasopismo Albanezul.
Jest członkiem Związku Pisarzy Rumuńskich. Pracuje jako profesor na Uniwersytecie Bukareszteńskim i na Uniwersytecie Tirańskim.

## Książki
- Ndjenja e mallit tek/Sentimentul dorului la/Asdreni, Poradeci, Kuteli (1999)[4][13]
- Tekstualizëm dhe stil (2000)[4][13]
- Përmasa moderne në letërsinë shqiptare (2001)[13]
- Paradigmat e mallit në poezinë rumune dhe shqiptare/Paradigmele dorului in poezia romana si albaneza (2004)[2][3][13]
- Vetmia nostalgjike në poezi (2005)[4][13][12]
- O antologjie a poezie albaneze/Antologji e poezisë shqipe (2007)[13]
- Oglinzi paralele/Pasqyra letrare (2007)[13]
- Tradita moderne në letrat shqipe (2010)[13][12]
- Morfologjia e shpirtit (2017)[14][13][12]
- Albania: o istorie în date. Despre Kanun. Personalități (2020)[15]
- Istoria Literaturii Albaneze, de la origini până în prezent/Historia e letërsisë shqipe nga zanafilla deri më sot (2021)[12][16][17][18][19][20][21]

## Odznaczenia i nagrody
13 stycznia 2022 roku został odznaczony Kategorią F Orderu Zasługi Kulturalnej przez prezydenta Rumunii Klausa Iohannisa.
18 grudnia 2022 roku został nagrodzony przez Rumuński Instytut Kultury za swoją działalność.

## Życie prywatne
Żonaty z Renatą Melonashi-Topçiu.